# Canoagem nos Jogos Olímpicos de Verão de 2012 - C-1 200 m masculino
A competição do C-1 200 m masculino da canoagem nos Jogos Olímpicos de Verão de 2012 realizou-se nos dias 10 e 11 de agosto no Eton Dorney.
Originalmente o lituano Jevgenij Shuklin ganhou a medalha de prata, mas foi desclassificado em 12 de junho de 2019 por ser flagrado no exame retroativo de doping por turinabol oral. A medalha foi realocada pelo Comitê Olímpico Internacional em 12 de novembro de 2021.

## Calendário
Horário local (UTC+1)
| Dia          | Horário | Fase          |
| ------------ | ------- | ------------- |
| 10 de agosto | 09:51   | Eliminatórias |
| 10 de agosto | 11:16   | Semifinal     |
| 11 de agosto | 09:47   | Final         |

## Medalhistas
| Ouro   | UKR Yuri Cheban       |
| Prata  | RUS Ivan Shtyl        |
| Bronze | ESP Alfonso Benavidez |

## Resultados

### Eliminatórias
Os seis melhores colocados em cada bateria avançam as semifinais.

#### Eliminatória 1
| Pos. | Nome                 | CON            | Tempo  | Notas |
| ---- | -------------------- | -------------- | ------ | ----- |
| 1    | Mathieu Goubel       | FRA França     | 41.248 | Q, OB |
| 2    | Andrzej Jezierski    | IRL Irlanda    | 41.404 | Q     |
| 3    | Naoya Sakamoto       | JPN Japão      | 41.528 | Q     |
| 4    | Jason McCoombs       | CAN Canadá     | 41.742 | Q     |
| 5    | Ronilson de Oliveira | BRA Brasil     | 42.216 | Q     |
| 6    | Sebastian Marczak    | AUS Austrália  | 42.845 | Q     |
| 7    | Valentin Demyanenko  | AZE Azerbaijão | 44.194 |       |

#### Eliminatória 2
| Pos. | Nome               | CON              | Tempo  | Notas |
| ---- | ------------------ | ---------------- | ------ | ----- |
| 1    | Ivan Shtyl         | RUS Rússia       | 41.378 | Q     |
| 2    | Sebastian Brendel  | GER Alemanha     | 41.511 | Q     |
| 3    | Richard Jefferies  | GBR Grã-Bretanha | 42.516 | Q     |
| 4    | Everardo Cristóbal | MEX México       | 44.459 | Q     |
| 5    | Piotr Kuleta       | POL Polônia      | 44.645 | Q     |
| 6    | Nelson Henriques   | ANG Angola       | 55.268 | Q     |

#### Eliminatória 3
| Pos. | Nome                     | CON              | Tempo  | Notas |
| ---- | ------------------------ | ---------------- | ------ | ----- |
| 1    | Alfonso Benavides        | ESP Espanha      | 40.993 | Q, OB |
| 2    | Dzianis Harazha          | BLR Bielorrússia | 41.290 | Q     |
| 3    | Li Qiang                 | CHN China        | 42.004 | Q     |
| 4    | Vadim Menkov             | UZB Uzbequistão  | 42.171 | Q     |
| 5    | Ľubomír Hagara           | SVK Eslováquia   | 43.507 | Q     |
| 6    | Rudolph Berking-Williams | SAM Samoa        | 51.483 | Q     |

#### Eliminatória 4
| Pos. | Nome              | CON             | Tempo  | Notas |
| ---- | ----------------- | --------------- | ------ | ----- |
| 1    | Yuri Cheban       | UKR Ucrânia     | 41.036 | Q     |
| 2    | Jevgenij Shuklin  | LTU Lituânia    | 41.288 | Q     |
| 3    | Alexandr Dyadchuk | KAZ Cazaquistão | 43.204 | Q     |
| 4    | Khaled Houcine    | TUN Tunísia     | 44.395 | Q     |
| 5    | Attila Vajda      | HUN Hungria     | 44.761 | Q     |
| 6    | Ndiatte Gueye     | SEN Senegal     | 51.708 | Q     |

### Semifinais
Os dois melhores em cada semifinal avançam para a final A, assim como os dois melhores terceiros colocados no geral. O pior terceiro colocado, os classificados em quarto e quinto lugar em cada semifinal, além do melhor sexto classificado no geral avançam para a final B.

#### Semifinal 1
| Pos. | Nome                 | CON             | Tempo  | Notas |
| ---- | -------------------- | --------------- | ------ | ----- |
| 1    | Jevgenij Shuklin     | LTU Lituânia    | 41.483 | Q     |
| 2    | Mathieu Goubel       | FRA França      | 41.938 | Q     |
| 3    | Li Qiang             | CHN China       | 42.149 |       |
| 4    | Sebastian Brendel    | GER Alemanha    | 42.161 |       |
| 5    | Ronilson de Oliveira | BRA Brasil      | 42.560 |       |
| 6    | Vadim Menkov         | UZB Uzbequistão | 42.944 |       |
| 7    | Piotr Kuleta         | POL Polônia     | 45.348 |       |
| 8    | Ndiatte Gueye        | SEN Senegal     | 50.798 |       |

#### Semifinal 2
| Pos. | Nome              | CON             | Tempo  | Notas |
| ---- | ----------------- | --------------- | ------ | ----- |
| 1    | Ivan Shtyl        | RUS Rússia      | 40.346 | Q, OB |
| 2    | Alfonso Benavides | ESP Espanha     | 40.619 | Q     |
| 3    | Ľubomír Hagara    | SVK Eslováquia  | 41.472 | q     |
| 4    | Andrzej Jezierski | IRL Irlanda     | 42.012 |       |
| 5    | Alexandr Dyadchuk | KAZ Cazaquistão | 42.359 |       |
| 6    | Sebastian Marczak | AUS Austrália   | 43.441 |       |
| 7    | Khaled Houcine    | TUN Tunísia     | 44.373 |       |
| 8    | Nelson Henriques  | ANG Angola      | 50.876 |       |

#### Semifinal 3
| Pos. | Nome                     | CON              | Tempo  | Notas |
| ---- | ------------------------ | ---------------- | ------ | ----- |
| 1    | Yuri Cheban              | UKR Ucrânia      | 40.647 | Q     |
| 2    | Dzianis Harazha          | BLR Bielorrússia | 41.427 | Q     |
| 3    | Naoya Sakamoto           | JPN Japão        | 41.771 | q     |
| 4    | Jason McCoombs           | CAN Canadá       | 42.255 |       |
| 5    | Attila Vajda             | HUN Hungria      | 42.970 |       |
| 6    | Richard Jefferies        | GBR Grã-Bretanha | 43.213 |       |
| 7    | Everardo Cristóbal       | MEX México       | 44.571 |       |
| 8    | Rudolph Berking-Williams | SAM Samoa        | 54.471 |       |

### Finais

#### Final B
| Pos. | Nome                 | CON             | Tempo  | Notas |
| ---- | -------------------- | --------------- | ------ | ----- |
| 1    | Andrzej Jezierski    | IRL Irlanda     | 44.041 |       |
| 2    | Vadim Menkov         | UZB Uzbequistão | 44.168 |       |
| 3    | Attila Vajda         | HUN Hungria     | 44.466 |       |
| 4    | Ronilson de Oliveira | BRA Brasil      | 44.586 |       |
| 5    | Jason McCoombs       | CAN Canadá      | 44.973 |       |
| 6    | Alexandr Dyadchuk    | KAZ Cazaquistão | 45.283 |       |
| 7    | Sebastian Brendel    | GER Alemanha    | 45.852 |       |
| 8    | Li Qiang             | CHN China       | 47.295 |       |

#### Final A
| Pos.              | Nome              | CON              | Tempo  | Notas |
| ----------------- | ----------------- | ---------------- | ------ | ----- |
| Medalha de ouro   | Yuri Cheban       | UKR Ucrânia      | 42.291 |       |
| Medalha de prata  | Ivan Shtyl        | RUS Rússia       | 42.853 |       |
| Medalha de bronze | Alfonso Benavides | ESP Espanha      | 43.038 |       |
| 4                 | Dzianis Harazha   | BLR Bielorrússia | 43.545 |       |
| 5                 | Ľubomír Hagara    | SVK Eslováquia   | 43.977 |       |
| 6                 | Mathieu Goubel    | FRA França       | 44.045 |       |
| 7                 | Naoya Sakamoto    | JPN Japão        | 44.699 |       |
| —                 | Jevgenij Shuklin  | LTU Lituânia     | 42.792 | DSQ   |